# Coelometopon endroedyi
Coelometopon endroedyi är en skalbaggsart som beskrevs av Perkins 2005. Coelometopon endroedyi ingår i släktet Coelometopon och familjen vattenbrynsbaggar. Inga underarter finns listade i Catalogue of Life.